# Parauchenoglanis altipinnis
Parauchenoglanis altipinnis és una espècie de peix de la família dels auquenoglanídids i de l'ordre dels siluriformes.

## Morfologia
- Els mascles poden assolir 21 cm de longitud total.[5][6]

## Hàbitat
És un peix d'aigua dolça i de clima tropical.

## Distribució geogràfica
Es troba a Àfrica: rius Dja (conca del riu Congo) i Nyong al Camerun, Ogooué al Gabon, i Sangha i Chiloango a la República del Congo.